# Noucentisme

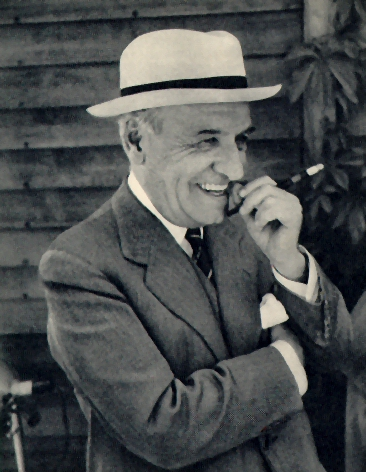
José Ortega y Gasset, l'un des représentants du Noucentisme.

Le noucentisme est le mouvement culturel et politique qui se développa en Catalogne au début du XXe siècle, par opposition au modernisme qui avait dominé la période précédente.

## Historique
Le terme de « noucentisme » est créé en 1906 par Eugenio d'Ors, s'inspirant de la tradition italienne consistant à désigner les styles du nom du siècle les ayant vus naître et se développer (par exemple, le Quattrocento, le Cinquecento, etc.) et tirant profit de l'équivalence phonétique du mot nou, qui en catalan signifie à la fois le chiffre « neuf » et l’adjectif « neuf, nouveau ». Noucentisme renvoie ainsi au XXe siècle, mais donne en même temps l'idée d'un mouvement de rénovation.
En 1906 sont publiées les œuvres essentielles du noucentisme, telles que Els fruits saborosos du poète Josep Carner ou encore La nacionalitat catalana de l'homme politique conservateur Enric Prat de la Riba.

## Principaux représentants
- Pompeu Fabra (1868-1948)
- Eugenio d'Ors (1881-1954)
- José Ortega y Gasset (1883-1955)
- Josep Puig i Cadafalch (1867-1956)
- Joaquim Ruyra (ca) (1858-1939)
- José Maria Sert (1874-1945)
- Rafael Masó i Valentí (1880-1935)
- Francesc d'Assís Galí (1880-1965)
- Ramón Gómez de la Serna (1888-1963)
- Pere Domènech i Roura (1881-1962)